# Metropolitan Borough of Sefton
Sefton ist ein Metropolitan Borough im Metropolitan County Merseyside in England. Verwaltungssitz ist die Stadt Bootle. Zum Borough, der nach dem Dorf Sefton benannt ist, gehören außerdem die Orte Ainsdale, Aintree, Birkdale, Crosby, Formby, Maghull und Southport. Das Gebiet grenzt direkt an Liverpool und ist unter anderem durch die Hafenindustrie am River Mersey geprägt.
Die Reorganisation der Grenzen und der Kompetenzen der lokalen Behörden führte 1974 zur Bildung des Metropolitan Borough. Fusioniert wurden dabei die County Boroughs von Bootle und Southport, die Urban Districts Formby und Lutherland sowie ein Teil des West Lancashire Rural District. Diese Gebietskörperschaften gehörten zuvor zur Grafschaft Lancashire.
1986 wurde Sefton faktisch eine Unitary Authority, als die Zentralregierung die übergeordnete Verwaltung der Grafschaft auflöste. Sefton blieb für zeremonielle Zwecke Teil von Merseyside, wie auch für einzelne übergeordnete Aufgaben wie Polizei, Feuerwehr und öffentlicher Verkehr.